# Мультиколінеарність
Під мультиколінеарністю розуміють наявність лінійної залежності між двома або більше факторними  (незалежними) змінними у регресійній моделі. 

## Приклади мультиколінеарності
Якщо два предиктори  (незалежні змінні) у моделі є однією змінною але у різних метричниї шкалах. Наприклад, ріст людини у сантиметрах і ріст людини у дюймах. Коефіцієнт кореляції між двома змінними буде рівен 1. Аби уникнути мультиколінеарності, у модель має вступувати лише одна із двох змінних.

## Наслідки мультиколінеарності
- зміщення оцінок параметрів моделі;
- збільшення коваріації оцінок;
- незначущість параметрів моделі (t-статистика менша за критичну).

## Ознаки мультиколінеарності
- велике значення коефіцієнту детермінації поряд з незначущістю коефіцієнтів моделі;
- велике значення парних коефіцієнтів кореляції незалежних (факторних) змінних.

## Методи виявлення мультиколінеарності

### Алгоритм Фаррара-Глобера
1. Складається матриця R попарних коефіцієнтів кореляції: {\displaystyle R={\begin{pmatrix}1&r_{12}&r_{13}&...&r_{1m}\\r_{21}&1&r_{23}&...&r_{2m}\\...&...&...&...&...\\r_{m1}&r_{m2}&r_{m3}&...&1\end{pmatrix}}}, де {\displaystyle m} — кількість факторних змінних у моделі;
2. Обчислюється визначник матриці R: {\displaystyle \left|R\right\vert };
3. Розраховується {\displaystyle \chi ^{2}=-\left(\left(n-1\right)-{\frac {2k+3}{6}}\right)\ln \left|R\right\vert };
4. Якщо {\displaystyle \chi ^{2}} більше критичного (табличного) значення, то мультиколінеарність у моделі присутня.

### VIF
Розрахунок дисперсійно-інфляційного VIF-фактору для кожного з коефіцієнтів моделі за формулою:
{\displaystyle \quad \mathrm {VIF} ={\frac {1}{\mathrm {1-R_{j}^{2}} }}},
де :{\displaystyle {R_{j}^{2}}} є коефіцієнт детермінації. Вважається, що коєфіцієнти, VIF-фактор яких більший за 10 є мультиколінеарними.  [Архівовано 19 травня 2021 у Wayback Machine.]